# とことん地下鉄!!大名古屋
とことん地下鉄!!大名古屋（とことんちかてつ!!だいなごや）とは、名古屋市交通局が2001年8月8日に発売した鉄道シミュレーションゲームである。PCでのプレイで、キーボードかジョイスティックで操作する。
収録区間は名古屋市交通局の名古屋市営地下鉄である。
かつては路線ごと（東山線・名城線、桜通線・鶴舞線の2種類）にCD-ROMで提供されていたが、2004年の名城線環状化に伴い、全路線（上飯田線を除いている）を収録したDVD-ROM版が発売された。2007年現在、CD-ROM版は700円、DVD-ROM版は2,000円で販売されている。
DVD-ROM版には「地下鉄壁紙集」、「ハッチーポーズ集」（ハッチーは名古屋市交通局のマスコットキャラクター）、「名城線ぐるっと一周ムービー（プラス上飯田線）」が収録されている（詳細は後述）。
販売はCD-ROM版、DVD-ROM版とも3000枚限定で、既に終了している。

## ゲーム内容
地下鉄の各路線から3駅区間を選び、運転する。運転台は好きな車両（300形、1000形を含む）のものを選択することができる。前方の景色はCGだがリアルに作られており、地上に出る区間（東山線の一社駅～藤が丘駅、鶴舞線の庄内緑地公園駅～上小田井駅）も景色が忠実に再現されている。
なお、当作は2005年現在ものをベースとしているため、2011年に開業した桜通線の（野並駅～徳重駅）間及び上飯田線については運転することはできない。また2007年以降に登場したNシリーズ車（N1000形、N3000形、6050形）での車両の運転台で運転することもできない。
速度オーバー、急ブレーキ（非常ブレーキ）、オーバーラン、遅延・早着の場合は減点される。

## 地下鉄資料館
DVD-ROM版には、ゲーム以外に、「地下鉄資料館」と名付けられた以下のような“おまけ”が収録されている。
- 地下鉄壁紙集
  - 名古屋市営地下鉄で現在使用されている車両の写真のほか、「レトロ写真館」と題した昔の写真も収録されている。
- ハッチーポーズ集
  - 名古屋市交通局のマスコットキャラクター「ハッチー」がさまざまなポーズをとっている画像が収録されている。
- 名城線ぐるっと一周ムービー プラス上飯田線
  - 環状運転をしている名城線の乗務員室から撮影した動画を収録している。右回りと左回りがある。また、上飯田線の動画も収録されている。

## 動作環境
低スペックのPCでも使用することができる。
- CPU…Pentium II 300MHz以上
- OS…Windows XP、2000、Me、7
- メモリ…64MB（128MB以上推奨）
- HDD空き容量…10MB以上

メーカー製PC等、一部知らせ灯が点灯した時点でフリーズする機種もある。

## 販売場所
- 市営交通資料センター（名古屋市中区）
- レトロでんしゃ館（愛知県日進市）
- 交通局サービスセンター（名古屋、栄、金山など）

このうち市営交通資料センターとレトロ電車館では本ゲームのプレイも可能